# Nicolò Palmieri
Niccolò Palmeri, noto anche come Niccolò Palmieri o Nicola Palmieri (Termini Imerese, 9 agosto 1778 – Villalba, 18 luglio 1837), è stato un economista, storico e politico italiano.

## Biografia
Appartenne a una famiglia dell'aristocrazia terriera siciliana. Studiò Economia all'Università degli Studi di Palermo, dove fu allievo prediletto dell'economista Paolo Balsamo. 
Fu un convinto fautore dell'indipendenza siciliana e della Costituzione del 1812, promulgata in Sicilia durante la permanenza di Ferdinando III di Sicilia a Palermo in età napoleonica; fu quindi membro del parlamento siciliano. Scrisse anche un pamphlet in favore della costituzione (Catechismo politico siciliano, attribuito a Nicolò Palmeri da Termini, membro del Parlamento in Palermo negli anni 1812, 1813, 1814, vittima del colera al 1837 morì a Villalba Cl, da altri attribuito a Michele Amari), così come scrisse un altro pamphlet dal titolo "Considerazioni sul Decreto del Parlamento di Napoli, che dichiarò nulla la Convenzione di Palermo de' 14. Ottobre 1820". Morì di colera nella città natale.
Autore di diversi saggi storici, quando Ferdinando abolendo il Regno di Sicilia, Palmeri scrisse un saggio polemico Saggio storico e politico sulla costituzione del Regno di Sicilia, scritto verosimilmente attorno al 1822 e pubblicato postumo a Lugano a cura di Michele Amari nel 1847.

## Opere
- Saggio sulle cause ed i rimedii delle angustie attuali dell'economia agraria di Sicilia, Palermo : dalla Reale stamperia, 1826
- Saggio storico e politico sulla Costituzione del Regno di Sicilia infino al 1816 con un'appendice sulla rivoluzione del 1820; con una introduzione e annotazioni di Anonimo (Michele Amari). Losanna, S. Bonamici e compagni, 1847
- Considerazioni sul decreto del parlamento di Napoli che dichiarò nulla la convenzione di Palermo del 14 ottobre 1820, Palermo, 1821
- Somma della storia di Sicilia, in 5 voll. Palermo : Dalla Stamperia di Giuseppe Meli, 1850
- Carlo Somma (a cura di), Opere edite ed inedite di Nicolò Palmeri ora per la prima volta raccolte e pubblicate da Carlo Somma. Con un discorso sull'autore e note storiche ed illustrate. Palermo : Stabilimento tipografico diretto da P. Pensante, 1883
- Romualdo Giuffrida (a cura di), Cause e rimedi delle angustie dell'economia agraria in Sicilia, di Nicolò Palmeri. Caltanissetta ; Roma : S. Sciascia, 1962